# Ingegneria ambientale

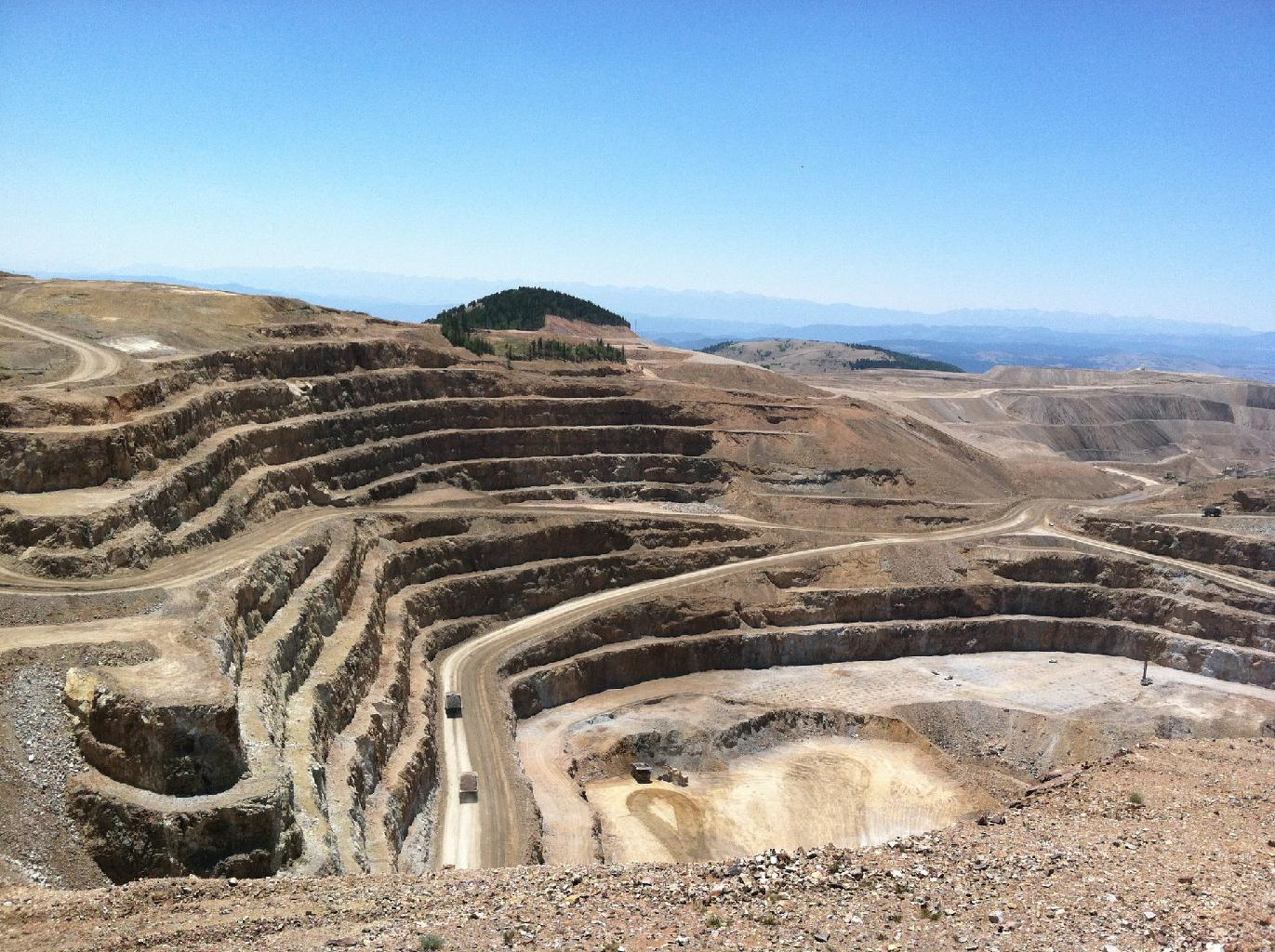
Realizzazione di una cava di estrazione

L'ingegneria ambientale è una branca dell'ingegneria che fornisce metodi e strumenti per l'analisi e la gestione dei grandi rischi connessa alla salvaguardia dell'ambiente costruito e dell'ambiente naturale e delle sue componenti, per valutazioni di impatto ambientale delle opere derivanti dall'ingegnerizzazione del territorio e per il monitoraggio ambientale delle risorse naturali.

## Descrizione

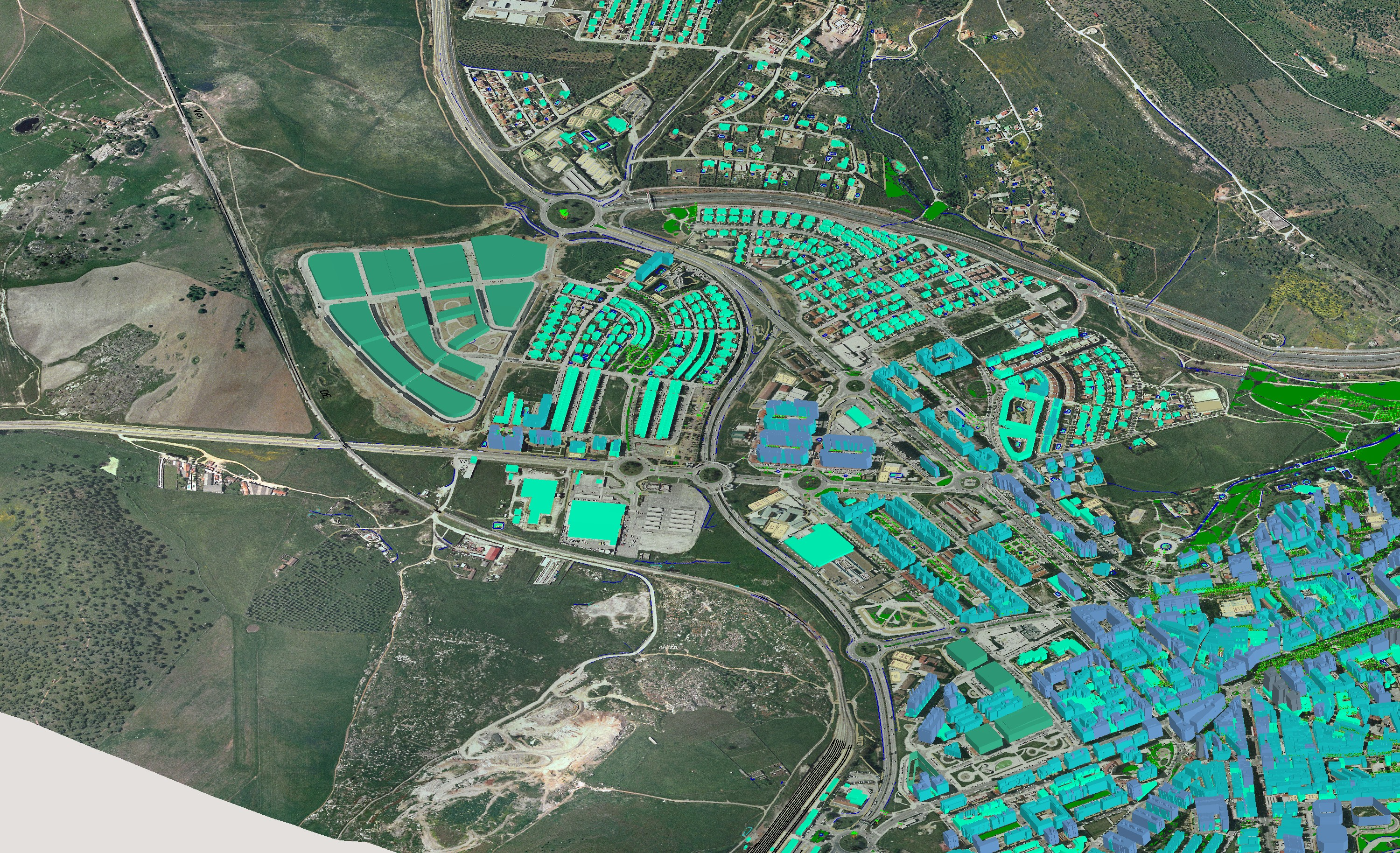
Analisi territoriale assistita da GIS

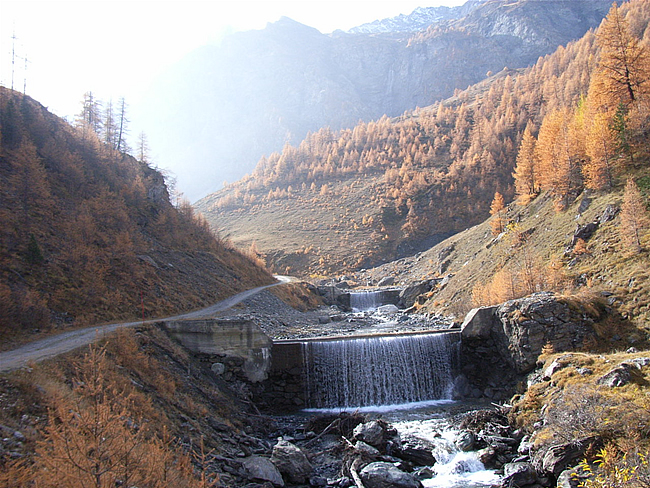
Sistemazione idraulica con briglie di un alveo montano

L'ingegnere ambientale può svolgere la sua attività professionale come libero professionista, oppure all'interno di enti pubblici o privati, tra cui studi professionali per la progettazione, pianificazione, esecuzione e gestione di opere, sistemi di rilievo, di controllo e di monitoraggio dell'ambiente e del territorio, di difesa del suolo, di gestione dei rifiuti, delle materie prime e delle risorse ambientali, geologiche ed energetiche e per la valutazione degli impatti e della compatibilità ambientale di piani e di opere; può inoltre collaborare alla realizzazione e alla gestione delle infrastrutture e dei servizi di trasporto.
In particolare, grazie alle competenze professionali acquisite, è in grado di occuparsi delle opere connesse alla difesa dalle catastrofi naturali, alla gestione razionale ed ecocompatibile delle risorse rinnovabili o non rinnovabili, delle attività antropiche finalizzate alla produzione di semilavorati, all'utilizzazione del suolo e sottosuolo, alla realizzazione degli interventi  di riduzione dei rischi ambientali e di garanzia alla salute e alla qualità della vita, e lo sviluppo di studi d'impatto ambientale.
Altre attività riguardano la protezione, il recupero e il ripristino ambientale e le eventuali riconversioni delle attività antropiche in relazione ai loro impatti negativi, al recupero di materiali e di energie non assimilati nel ciclo di utilizzazione, trasformazione e consumo antropico, alla gestione dei flussi di materia e di energia da asportare o introdurre o movimentare in modo da minimizzare gli impatti negativi sugli ecosistemi e il consumo di risorse, alla realizzazione e la gestione di sistemi informativi territoriali, reti di monitoraggio e rilevamenti metrici del territorio, alla progettazione dell'acquisizione, la gestione e l'elaborazione di dati finalizzati a indagini ambientali e territoriali, all'interpretazione e la descrizione del funzionamento delle reti di trasporto.

### Campi applicativi

#### Telerilevamento

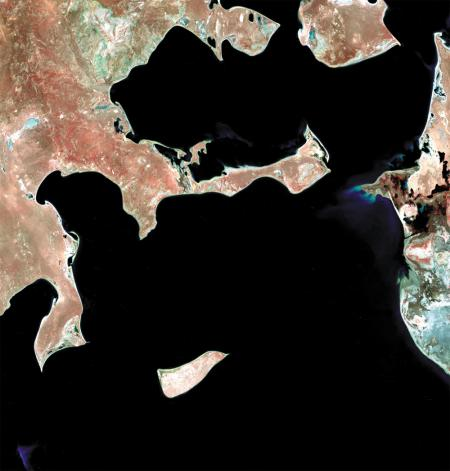
Immagine satellitare del Lago Aral, Kazakistan, 29 maggio 1973.

Il telerilevamento si occupa dello studio della superficie terrestre a partire da immagini riprese da aerei o satelliti artificiali. La distanza dell'osservatore dalle informazioni raccolte può andare da alcuni metri (proximal sensing) fino a migliaia di chilometri (remote sensing), come nel caso delle osservazioni effettuate dai satelliti. Queste immagini possono avere diverse caratteristiche ma si basano sempre sulle informazioni contenute nello spettro elettromagnetico (visibile, infrarosso, microonde). Solitamente il rilievo prevede tre fasi distinte:
1. la ripresa dei dati (da aereo, da satellite o da terra);
2. l'elaborazione dei dati;
3. l'analisi dei dati.

Il telerilevamento consente di realizzare le mappe tematiche del territorio, ad esempio, mappe della vegetazione, del territorio urbanizzato, delle acque, dei suoli nudi, della distribuzione della temperatura atmosferica, dell'umidità dei suoli e così via. Una caratteristica interessante è la possibilità del controllo multitemporale, cioè dell'osservazione della stessa zona in tempi diversi. A tale proposito è da notare che dal 1972 il nostro pianeta è visto regolarmente con cadenza circa bisettimanale da satelliti della serie Landsat.
L'ingegnere ambientale dispone, quindi, di un mezzo di indagine per valutare in maniera quali-quantitativa il territorio sul quale è chiamato ad operare, e controllare gli effetti prodotti sull'ambiente da interventi antropici o eventi naturali.
Per esempio, in caso di inondazioni è possibile conoscere la vastità e la distribuzione del fenomeno con osservazione in banda radar. In altri casi è possibile valutare, prima del raccolto, la quantità di prodotti agricoli che si stima di poter raccogliere. In altri casi ancora vengono mappati fenomeni di inquinamento, potendo arrivare a localizzare la sorgente e l'estensione del fenomeno, operando poi a partire da tali informazioni.

## Percorso accademico
Gli studi di base per questa disciplina sono fondamentalmente materie come: analisi matematica, fisica, chimica, geotecnica, idraulica, idrologia, costruzioni idrauliche, geologia, topografia, fisica tecnica, ingegneria sanitaria, scienza delle costruzioni, tecnica delle costruzioni, elettromagnetismo, macchine e sistemi energetici.
L'ingegnere ambientale proseguirà il suo percorso accademico affrontando discipline progettuali come: acquedotti e fognature, costruzioni di terra, cave, discariche, stabilità dei pendii, opere di sostegno, scavi, gallerie, costruzioni idrauliche, idrologia, sistemazioni idrauliche di torrenti, fiumi e versanti, impianti di potabilizzazione e depurazione delle acque, geodesia, analisi e pianificazione territoriale, tecnica del controllo ambientale, gestione e termovalorizzazione dei rifiuti, inquinamento atmosferico, bonifica dei siti inquinati, energie rinnovabili ecc...

### Italia
L'ingegneria ambientale in Italia, denominata anche "ingegneria per l'ambiente e il territorio", nasce dal precedente corso di studi universitario in ingegneria mineraria, soppresso con il Decreto del presidente della Repubblica 20 maggio 1989 nonostante la contrarietà di molti professori e ricercatori universitari dell'ambito industriale-minerario e non solo.